# Theridion elevatum
Theridion elevatum là một loài nhện trong họ Theridiidae.
Loài này thuộc chi Theridion. Theridion elevatum được Tord Tamerlan Teodor Thorell miêu tả năm 1881.